# Stuart Whitman
Stuart Maxwell Whitman (San Francisco, Califòrnia, 1 de febrer de 1928 - Montecito, 16 març 2020) fou un actor i productor de televisió estatunidenc.

## Biografia[2]
Stuart Whitman començà la seva carrera al cinema el 1951. Va obtenir un dels seus papers notables al costat de John Wayne, a Els comanxers (1961). Tot i rodar sobretot films americans, participa igualment en produccions estrangeres (o en coproduccions), com el film francès Le Jour et l'Heure (1963), amb Simone Signoret, o la pel·lícula britànica Those Magnificent Men in their Flying Machines ... (1965). Destacar el seu paper principal a la pel·lícula britànica The Mark (1961), que obté en  la 34a cerimònia dels Oscars una nominació per l'Oscar al  millor actor.
El 1952, comença una col·laboració molt prolífica amb la televisió (sèries, telefilms); hi és sobretot conegut per al seu paper-estrella del Marshal Jim Crown , en la sèrie-western Cimarron (1967 -1968), del qual és a més a més coproductor (a través de la seva companyia "Stuart Whitman Corporation") dels 23 episodis.
Per a la seva contribució al cinema, una estrella li fou dedicada al Passeig de la Fama de Hollywood al Hollywood Boulevard.

## Filmografia parcial[4]

### Al cinema
- 1951: When Worlds Collide de Rudolph Maté (no surt als crèdits)
- 1952: Corea, hora zero (One Minute to Zero) de Tay Garnett (no surt als crèdits)
- 1953: The Veils of Bagdad de George Sherman
- 1953: All I Desire de Douglas Sirk (no surt als crèdits)
- 1953: Cita a Honduras (Appointment in Honduras) de Jacques Tourneur (no surt als crèdits)
- 1953: The All American de Jesse Hibbs
- 1954: Rhapsody de Charles Vidor
- 1954: Silver Lode de Allan Dwan (No surt als crèdits)
- 1954: Brigadoon de Vincente Minnelli (no surt als crèdits)
- 1954: Passió (Passion) d'Allan Dwan
- 1956: Diane de David Miller (no surt als crèdits)
- 1956: Seven Men from now de Budd Boetticher
- 1957: Crim passional (Crime of Passion) de Gerd Oswald
- 1958: Darby's Rangers de William A. Wellman
- 1958: China Doll de Frank Borzage
- 1959: The Sound and the Fury de Martin Ritt
- 1959: These Thousand Hills de Richard Fleischer
- 1959: Hound-Dog Man de Don Siegel
- 1960: Murder, Inc.: Joey Collins
- 1960: The Story of Ruth de Henry Koster
- 1961: The Fiercest Heart de George Sherman
- 1961: The Mark de Guy Green
- 1961: Francis of Assisi de Michael Curtiz
- 1961: Els comanxers (The comancheros) de Michael Curtiz
- 1962: The Longest Day de Ken Annakin, Andrew Marton...
- 1963: Le Jour et l'Heure de René Clément
- 1964: Rio Conchos de Gordon Douglas
- 1965: Those Magnificent Men in their Flying Machines ... de Ken Annakin
- 1965: Sands of the Kalahari de Cy Endfield
- 1966: An American Dream de Robert Gist
- 1969: Ternos Caçadores de Ruy Guerra
- 1970: The Invincible Six de Jean Negulesco
- 1970: The Last Escape de Walter Grauman
- 1971: Captain Apache d'Alexander Singer
- 1972: Night of the Lepus de William F. Claxton
- 1974: Welcome to Arrow Beach de Laurence Harvey
- 1975: Crazy Mama de Jonathan Demme
- 1977: The White Buffalo de J. Lee Thompson
- 1979: The Treasure Seekers de Henry Levin
- 1979: Guyana: Crime of the Century de René Cardona Jr.
- 1980: Traficantes de pánico de René Cardona Jr.
- 1982: La marca de la papallona (Butterfly)
- 1985: The Treasure of the Amazon de René Cardona Jr.
- 1998: Second Chances de James Fargo

### A la televisió

#### Sèries
- 1956: Gunsmoke o Marshal Dillon

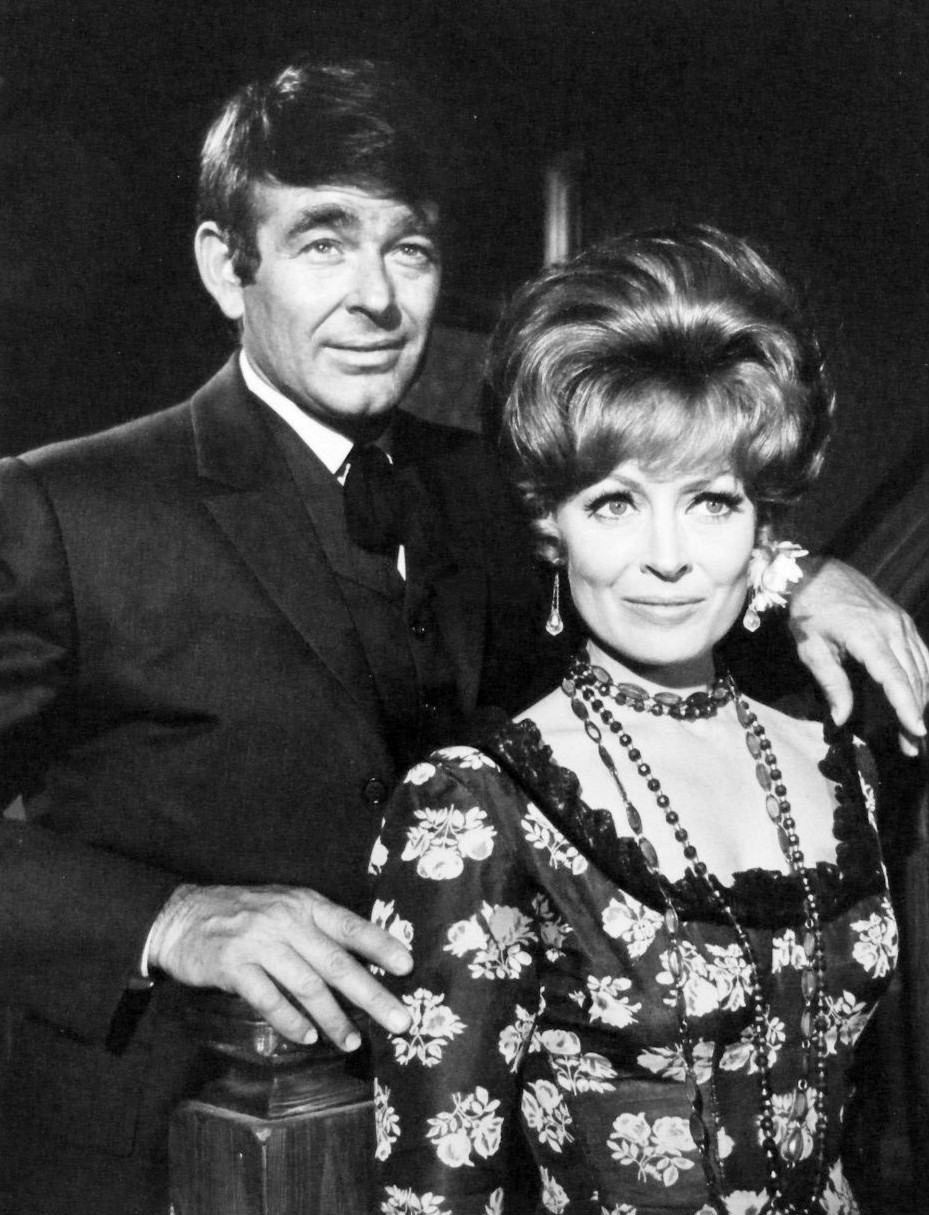
Amb Victoria Shaw, a Cimarron (1968)

  - Temporada 2, episodi 14 Cholera d'Andrew V. McLaglen
- 1967-1968: Cimarron
  - Temporada única, 23 episodis: Marshal Jim Crown (+ coproductor, a través de la "Stuart Whitman Corporation")
- 1970-1973: The F.B.I.
  - Temporada 6, episodi 9 The Impersonator (1970) de William Hale
  - Temporada 7, episodi 8 The Watch Dog (1971)
  - Temporada 8, episodi 20 The Double Play (1973) de Seymour Robbie
- 1973: The Streets of San Francisco
  - Temporada 1, episodi 17 The Set-Up de George McCowan
- 1973: The Wonderful World of Disney o Disneyland
  - Temporada 20, episodis 8 i 9 Run, Cougar, Run, Parts I & II de Jerome Courtland
- 1974: Police Story
  - Temporada 1, episodi 11 Chain of Command de Leo Penn
- 1975: Cannon
  - Temporada 5, episodi 8 Man in the Middle
- 1976: Section 4 (S.W.A.T.)
  - Temporada 2, episodis 16 i 17 The Running Man, Parts I & II de George McCowan
- 1977: Quincy, M.E., Temporada 1, episodi 4 Hot Ice, Cold Hearts
- 1978-1984: Fantasy Island
  - Temporada 1, episodi 10 Superstar / Salem (1978) d'Earl Bellamy
  - Temporada 2, episodi 11 Carnival / The Vaudevillians (1978) et episodi 19 Spending Spree / The Hunted (1978)
  - Temporada 4, episodi 16 Chorus Girl / Surrogate Father (1981)
  - Temporada 5, episodi 4 The Lady and the Monster / The Last Cowboy (1981) de Don Chaffey
  - Temporada 6, episodi 1 The Curse of the Moreaus / My Man Friday (1982); Temporada 7, episodi 21 Bojangles and the Dancer / Deuces Are Wild (1984)

1981: Tales of the Unexpected
- - Temporada 4, episodi 3 The Boy who talked with Animals d'Alan Gibson
- 1982-1984: Matt Houston
  - Temporada 1, episodi 2 Stop the Presses, 1982) de Don Chaffey
  - Temporada 3, episodi 11 Deadly Games (1984)
- 1982-1986: Simon & Simon
  - Temporada 2, episodi 6 Rough Rider rides again (1982) de Burt Kennedy
  - Temporada 6, episodi 3 Still Phil after all these Years (1986) de Vincent McEveety
- 1983-1987: The A-Team
  - Temporada 1, episodi 10 West Coast Turnaround, 1983)
  - Temporada 4, episodi 8 Blood, Sweat, and Cheers, 1985) de Sidney Hayers
- 1984: K 2000 (Knight Rider)

- - Temporada 2, episodi 24 Big Iron de Bernard L. Kowalski
- 1984-1992: Murder, she wrote
  - Temporada 1, episodi Hit, Run and Homicide, 1984
  - Temporada 2, episodi 15 Powder Keg, 1986 de John Llewellyn Moxey
  - Temporada 4, episodi 9 Trouble in Eden, 1987
  - Temporada 8, episodi 13 Incident in Lot, 1992 d'Anthony Pullen Shaw

1985: Hunter
- - Temporada 2, episodi 3 The Biggest Man in Town
- 1986: Hardcastle and McCormick
  - Temporada 3, episodi 17 Round Up the Old Gang
- 1988-1992: Superboy
  - Temporada 1, episodi 10 Troubled Waters, 1988) de Reza Badiyi, episodis 13 i 14
  - Temporada 4, episodis 21 i  22 Rites of Passage, Parts I & II (1992)
- 1990: Knots Landing, fulletó
  - Temporada 11, episodi 14 Road Trip, episodi 15 My First Born, episodi 16 Out of Control, episodi 18 The Ripple Effect i episodi 19 The Grim Reaper
- 1993: The Adventures of Brisco County Jr.
  - Temporada única, episodi 1 Pilot de Bryan Spicer

#### Telefilms
- 1965: Starr, First Baseman d'Arthur Hiller
- 1971: City beneath the Sea d'Irwin Allen
- 1973: The Cat Creature de Curtis Harrington
- 1978: The Pirate de Ken Annakin
- 1985: Beverly Hills Cowgirl Blues de Corey Allen
- 1987: Stillwatch de Rod Holcomb
- 1988: Hi havia una vegada un tren (Once Upon a Texas Train) de Burt Kennedy
- 1995: Wounded Heart de Vic Sarin
- 2000: The President's Man, d'Eric Norris i Michael Preece

## Premis i nominacions
Nominacions
- 1962: Oscar al millor actor per The Mark